# Зунда (заказник)
Зунда — государственный природный заказник регионального значения. Заказник образован постановлением Правительства Республики Калмыкия от 11 февраля 2008 г. № 35 "О государственных природных заказниках "Южный", "Зунда" на территории Ики-Бурульского районного муниципального образования" в целях сохранения, воспроизводства и восстановления численности ондатры, других зверей и птиц, среды их обитания и поддержания целостности естественных сообществ.

## География
Заказник расположен на южных склонах Ергеней и в центральной части Кумо-Манычской впадины, включает западную часть Чограйского водохранилища.

## Задачи заказника
На заказник возлагаются следующие задачи:
- сохранение численности ондатры, других зверей и птиц, среды их обитания и поддержания целостности естественных сообществ;
- сохранение природных комплексов в естественном состоянии;
- сохранение, воспроизводство и восстановление природных ресурсов;
- обеспечение установленного режима охраны редких видов животных и птиц;
- поддержание экологического баланса;
- содействие в проведении научно-исследовательских работ без нарушения установленного режима заказника;
- пропаганда среди населения задач охраны окружающей среды, рационального использования и воспроизводства природных ресурсов.